# Sanford (Alabama)
Sanford es un pueblo ubicado en el condado de Covington en el estado estadounidense de Alabama. En el censo de 2000, su población era de 269.

## Demografía
En el 2000 la renta per cápita promedia del hogar era de $ 20.139$, y el ingreso promedio para una familia era de 25.313$. El ingreso per cápita para la localidad era de 10.558$. Los hombres tenían un ingreso per cápita de 19.844$ contra 13.333$ para las mujeres.

## Geografía
Sanford está situado en 31°18′2″N 86°23′30″O / 31.30056, -86.39167 (31.300683, -86.391734)
Según la Oficina del Censo de los EE. UU., la ciudad tiene un área total de 4.00 millas cuadradas (10.37 km²).